# Gustave Droz
Pour les articles homonymes, voir Droz.
Gustave Antoine Droz, né le 9 juin 1832 à Paris où il est mort le 22 octobre 1895, est un peintre et romancier français, auteur notamment de Monsieur, madame et bébé qui connut un succès phénoménal en Europe et aux États-Unis dans les années 1870.
Il est l’un des premiers à mettre à l’honneur le personnage de l’enfant, du bébé (en usant de ce mot peu répandu dans les années 1870). Il dépeint fidèlement les préoccupations de ses contemporains en matière de vie familiale.

## Vie et œuvre
Fils du sculpteur Jules-Antoine Droz et petit-fils du graveur Jean-Pierre Droz, il se prépare à l’École polytechnique, puis opte pour la peinture et fréquente l’atelier de François-Édouard Picot à l’École des beaux-arts. Entre 1857 et 1865, il expose au Salon des peintures de genre, exécutées dans un style que Jules Claretie qualifie d’« ironique et sentimental, comme ses futurs romans ».
Invité ensuite à collaborer à la Vie parisienne, qui vient tout juste d’être lancée, il délaisse la peinture et signe sous le nom de « Gustave Z » une série de vignettes sur les petits secrets intimes de la vie familiale. Le succès est immédiat. Leur auteur est salué par un académicien comme « un raconteur exquis » et « un analyste pénétrant ». En 1866, il réunit ses articles en un volume intitulé Monsieur, madame et bébé, dont la publication suscite un extraordinaire engouement. En Europe comme aux États-Unis, les ventes s’envolent. En France, pas moins de 121 éditions se succèdent entre 1866 et 1884. Aussi, toujours dans la même veine, il publie coup sur coup Entre nous en 1867 et Le Cahier bleu de Mlle Cibot  en 1868.
Dans les années qui suivent, il fait paraître d’autres livres plus travaillés, « avec beaucoup d’esprit toujours, mais avec une pointe d’homélie ». En 1884, il reçoit le prix Vitet de l’Académie française pour l'Ensemble de son œuvre poétique et littéraire et en 1885, à la mort d’Edmond About, il brigue un fauteuil à la même Académie. C’est alors que, pour lui barrer la route, on lui attribue un livre qui est taxé d’obscénité. Soit par pusillanimité, soit pour d’autres raisons qu’on ignore, Droz laisse faire. Le fauteuil est attribué à Léon Say et Droz met fin à sa carrière d’écrivain.

« Toujours souriant, poli, accueillant, bon camarade, cet homme d’honneur et de talent, lorsqu’on lui demandait ce qu’il faisait, répondait :
— Je relis Les Lettres d’un dragon !
— Mais c’est de votre fils !
— Oui, oui, Monsieur et Madame sont finis. C’est Bébé qui monte à présent ! »

Il est inhumé, avec son père, au cimetière du Père-Lachaise.

## Critiques
La vogue qui avait porté aux nues les romans de Droz se heurta très tôt à la condamnation de ses contemporains les plus éminents. Zola traita son œuvre de « merde à la vanille ». Huysmans, en évoquant « l’art maladivement élégant du second Empire », ironisa sur « ce boudoir coquet où les dames de M. Droz flirtent à genoux et aspirent à des lunchs mystiques. » Jules Renard s’indigna d’avoir été qualifié par un critique de « Gustave Droz no 2 » et déclara : « Il faut casser l’enfant en sucre que tous les Droz ont donné jusqu’ici à sucer au public. » Dans une analyse à peine plus nuancée de ses romans, un historien de la littérature écrivait en 1881 :

« ... son véritable genre est celui de Crébillon fils, avec cette différence qu’il sait mieux gazer, pomponner, enrubanner ses gaillardises, comme on le reconnaît en examinant de près Entre nous, Monsieur, madame et bébé, Sous l’éventail, toutes ces fantaisies légères si bien accueillies dans leur nouveauté par des femmes qui s’estiment honnêtes. Ce peintre complaisant des vices aimables du Second Empire a sa physionomie spéciale parmi les écrivains de boudoir ; car, tout en servant comme des friandises les chapitres de mœurs les plus risqués, il sait assez bien garder la juste distance entre ce qu’il est possible de dire et ce que le bon goût, sinon la morale, ordonne de taire. C’est le plus ingénieux et le plus raffiné des réalistes. Du reste il a le coup d’œil de l’observateur ; il saisit avec sûreté les moindres traits de ce monde élégant envisagé par son côté le plus agréable, ses manies, ses gestes, ses travers, toutes ses petites passions. Pour dessiner ces bluettes fragiles, sa plume se fait alerte, capricieuse ; souvent même, elle pousse très loin l’amour du laisser-aller, mais cette négligence encore, au milieu d’une foule de saillies légères et de réflexions badines, revêt des airs de grâce naturelle et dégagée. »

Quant au public, il n’attendit pas la fin du siècle pour se détourner de lui. Lorsqu’il mourut en 1895, une nécrologie parlait déjà de l’écrivain comme d’« un charmant conteur à demi oublié ».

## Galerie

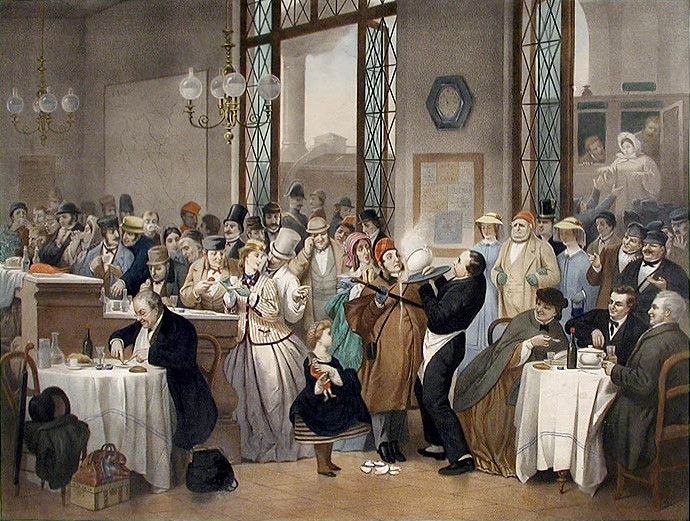
Un buffet de chemin de fer. Lithographie de 1864 d’après un tableau de Gustave Droz.
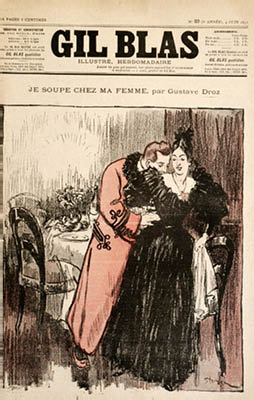
Je soupe chez ma femme. Lithographie de Steinlen illustrant un épisode de Monsieur, madame et bébé pour la revue Gil Blas vers 1870.
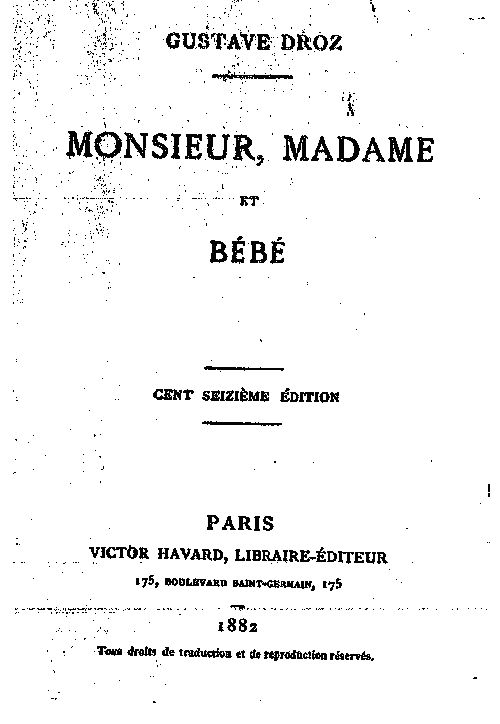
Monsieur, madame et bébé. Page titre de la 116e édition parue en 1882.

## Œuvres
- Monsieur, madame et bébé (1866) Texte en ligne
- Entre nous (1867) Texte en ligne
- Le Cahier bleu de Mlle Cibot (1868) Texte en ligne
- Autour d’une source (1869) Texte en ligne
- Un Paquet de lettres (1870) Texte en ligne
- Babolain (1872) Texte en ligne
- Les Étangs (1875) Texte en ligne
- Une Femme gênante (1875) Texte en ligne
- Tristesses et sourires (1884)
- L’Enfant (1885)